# Список дипломатичних місій у Молдові

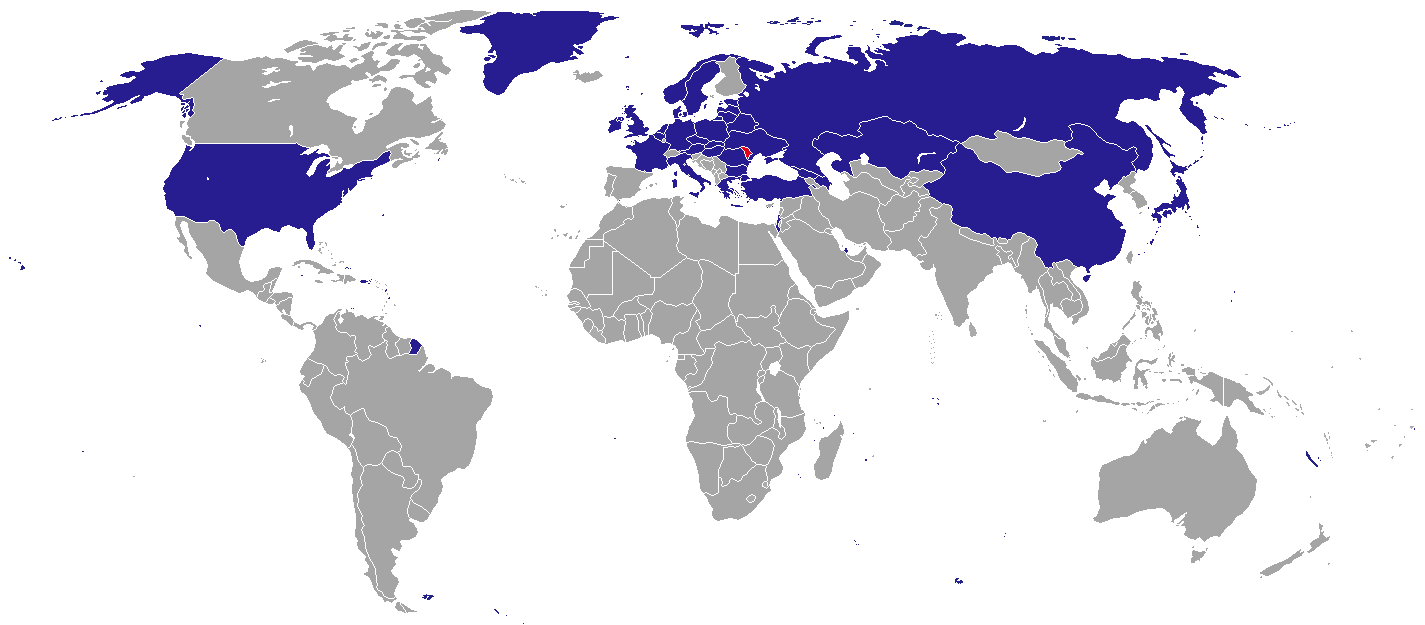
Карта дипломатичних місій в Молдові

Список дипломатичних представництв в Молдові. На даний час в столиці Молдови місті Кишинів відкрито 17 посольств. Інші країни мають акредитовані посольства в інших столицях, наприклад, в Києві, Москві або Бухаресті.

## Посольства вКишиніві
| - Азербайджан - Білорусь - Болгарія - КНР - Чехія - Франція - Німеччина - Угорщина - Італія | - Литва - Польща - Румунія - Росія - Туреччина - Україна (Посольство України в Молдові) - Велика Британія - США |

## Місії
- Європейський Союз
- Ізраїль
- Швеція

## Консульства/Генеральні консульства
Бєльці
- Україна

## Акредитовані посольства
- (Москва)
- (Москва)
- (Київ)
- (Москва)
- (Будапешт)
- (Київ)
- (Прага)
- (Бухарест)
- (Бухарест)
- (Будапешт)
- (Москва)
- (Бухарест)
- (Бухарест)
- (Київ)
- (Будапешт)
- (Бухарест)
- (Бухарест)
- (Київ)
- (Бухарест)
- (Бухарест)
- (Київ)
- Ватикан(Бухарест)
- (Москва)
- (Бухарест)
- (Бухарест)
- (Київ)
- Ірландія (Бухарест)
- (Київ)
- (Київ)
- (Софія)
- (Київ)
- (Київ)
- Північна Македонія (Софія)
- (Москва)
- (Варшава)
- (Валетта)
- (Афіни)
- (Белград)
- (Бухарест)
- (Київ)
- (Москва)
- (Бухарест)
- (Бухарест)
- (Москва)
- (Бухарест)
- (Бухарест)
- (Київ)
- (Москва)
- (Бухарест)
- (Будапешт)
- (Київ)
- (Київ)
- (Бухарест)
- (Москва)
- (Бухарест)
- Швейцарія (Київ)
- (Москва)
- (Київ)
- (Мінськ)
- (Москва)
- (Москва)